# 柴胡红景天
柴胡红景天（学名：Rhodiola bupleuroides）是景天科红景天属的植物。分布在尼泊尔、不丹、缅甸、锡金以及中国大陆的四川、云南、西藏等地，生长于海拔2,400米至5,700米的地区，一般生于山坡石缝中、灌丛中以及草地上，目前尚未由人工引种栽培。

## 别名
伸长红景天、不丹红景天（植物分类学报增刊） 柴胡景天（拉汉种子植物名称）